# The Prize Winner of Defiance, Ohio
Pour plus de détails, voir Fiche technique et Distribution.
The Prize Winner of Defiance, Ohio est un film américain réalisé par Jane Anderson, sorti en 2005.

## Fiche technique
Sauf indication contraire, les informations mentionnées dans cette section peuvent être confirmées par les bases de données cinématographiques IMDb et Allociné,  présentes dans la section « Liens externes ».
- Titre original : The Prize Winner of Defiance, Ohio
- Réalisation : Jane Anderson
- Scénario : Jane Anderson, d'après le livre The Prize Winner of Defiance, Ohio: How My Mother Raised 10 Kids on 25 Words or Less de Terry Ryan
- Musique : John Frizzell
- Direction artistique : Andrew M. Stearn
- Décors : Edward T. McAvoy
- Costumes : Hala Bahmet
- Photographie : Jonathan Freeman
- Son : Mark Berger, Christopher Boyes, Bruce Carwardine, Robert Shoup
- Montage : Robert Dalva
- Production : Jack Rapke (en), Steve Starkey et Robert Zemeckis
  - Production déléguée : Marty P. Ewing
- Sociétés de production : Dreamworks Pictures, ImageMovers et Revolution Erie Productions Ltd.
- Société de distribution : DreamWorks Distribution (États-Unis)
- Budget : 12 millions USD[1],[2]
- Pays de production :  États-Unis
- Langue originale : anglais
- Format : couleur (Technicolor) — 35 mm — 1,85:1 — son DTS / Dolby Digital / SDDS
- Genre : drame, biographie
- Durée : 99 minutes
- Dates de sortie[3] :
  - États-Unis : 14 octobre 2005 (sortie limitée)
  - France : pas de sortie
- Classification[4] :
  - États-Unis : accord parental recommandé, film déconseillé aux moins de 13 ans (PG-13 - Parents Strongly Cautioned)[N 1]

## Distribution
- Julianne Moore : Evelyn Ryan
- Woody Harrelson : Kelly Ryan
- Laura Dern : Dortha Schaefer
- Trevor Morgan : Bruce Ryan à 16 ans
- Ellary Porterfield : Tuff Ryan à 13, 16 et 18 ans
- Simon Reynolds : Ray the Milkman
- Monté Gagné : Lea Anne Ryan à 17 ans
- Robert Clark : Dick Ryan à 16 ans
- Michael Seater : Bub Ryan à 15 ans
- Erik Knudsen : Rog Ryan à 13 ans
- Jordan Todosey : Tuff Ryan à 9 ans
- Terry Ryan : Elle-même adulte comme "Tuff Ryan"
- Betsy Ryan : Lui-même adulte
- Dan Lett : Détective Feeney
- Frank Chiesurin : Chanteur de Rock
- Nora Dunn : Femme d'un membre du groupe

## Distinctions

### Récompense
- Women Film Critics Circle Awards 2005 : meilleur film réalisé par une femme pour Jane Anderson[5]

### Nomination
- Satellite Awards 2005 : meilleure actrice dans un film dramatique pour Julianne Moore[5]